# Papila gustativa

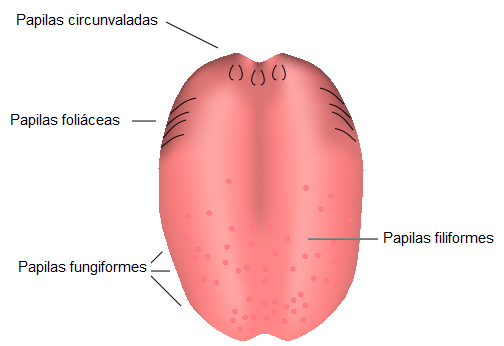
Localização das papilas gustativas na língua humana.

As papilas gustativas presentes principalmente na língua e também em algumas partes do nariz, mas também, em menor número, no céu da boca, na garganta e no esófago, são responsáveis pelo reconhecimento do sabor das diferentes substâncias.  São elevações do epitélio oral e nasal e da lâmina própria da língua. Existem seis tipos de papilas, com diferentes formas e funções: papilas fungiformes, papilas foliáceas, papilas circunvaladas, papilas filiformes, circunvolaformes, filgaformes. Estas são classificadas de acordo com as suas formas.

Em geral, seres humanos têm entre 2.000 e 8.000 papilas gustativas.